# Toshikoshi soba
Toshikoshi soba (年越し蕎麦) é um tradicional prato japonês de noodles comido em Omisoka (véspera de Ano Novo, 31 de dezembro)

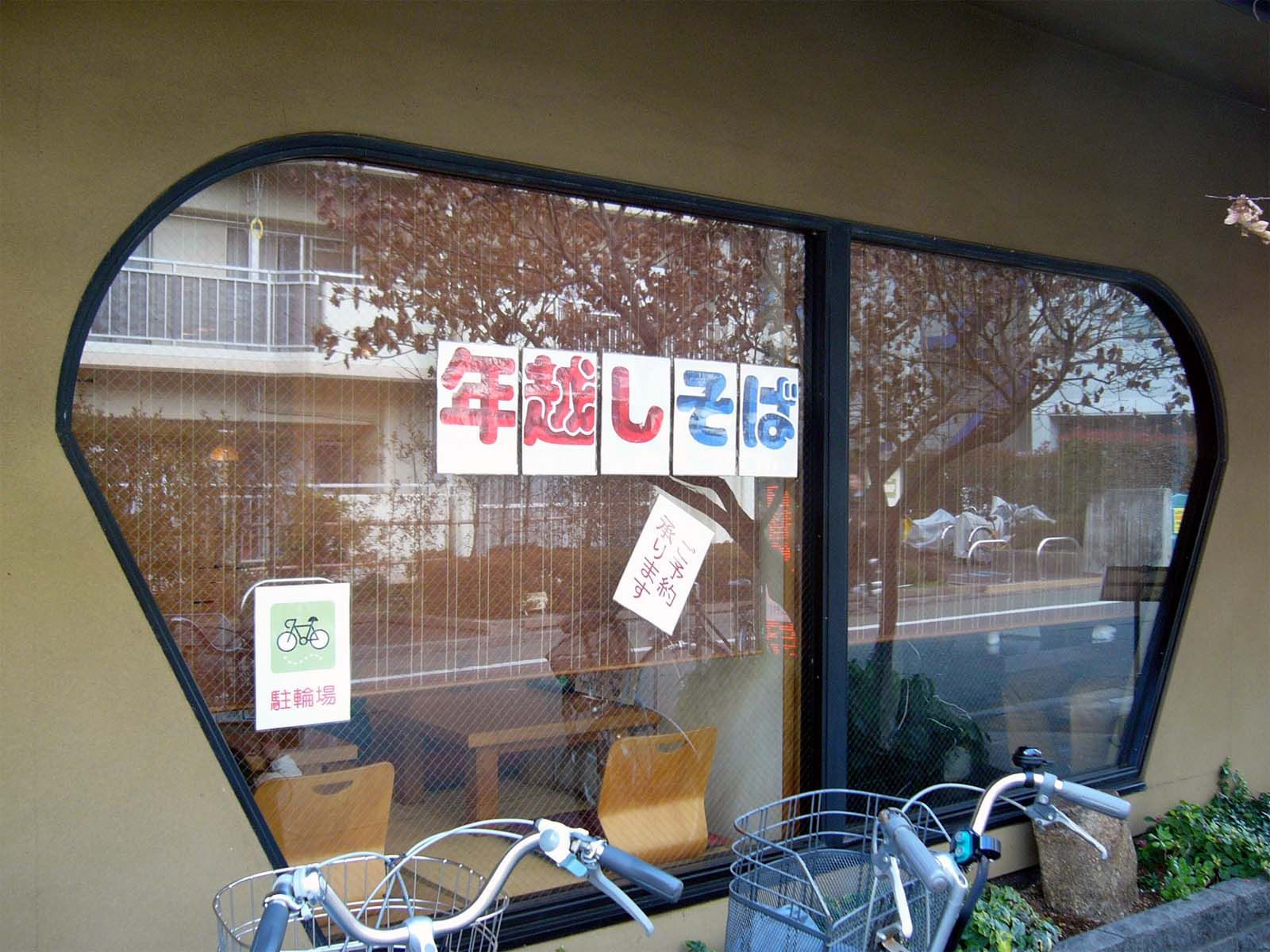
Toshikoshi-soba (年越し蕎麦), loja de soba (蕎麦店), Tóquio, Japão.

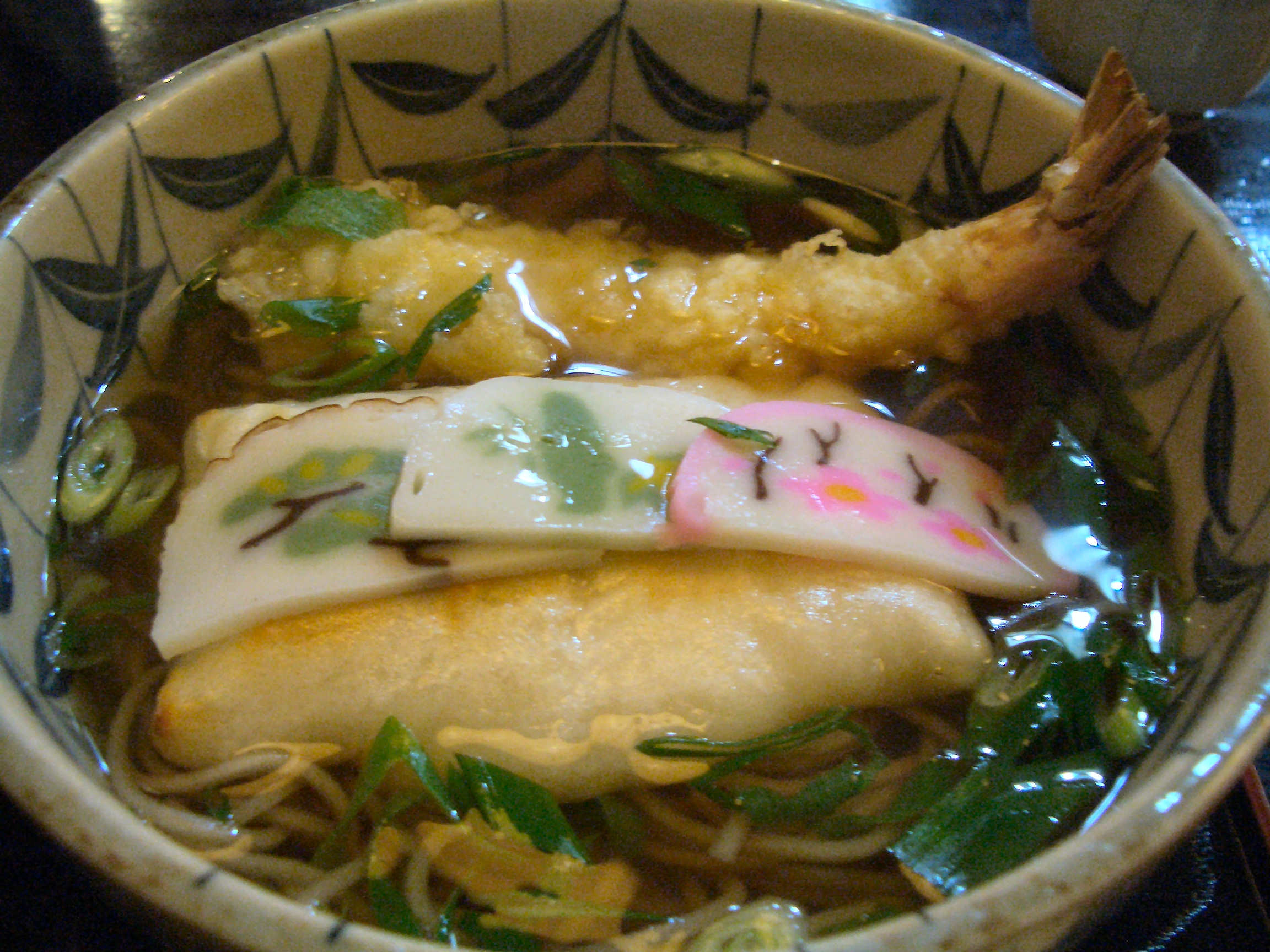
Tempura, Kamaboko soba.

Este costume é feito para permitir que a família deixe de lado as dificuldades do ano, porque os noodles de soba são facilmente cortados enquanto comem.

## História
O costume difere de região para região e também é chamado de misoka soba , tsugomori soba, kure soba, jumyō soba, fuku soba, e unki soba. A tradição começou por volta do período Edo (1603-1867), e existem várias tradições que dizem que os noodles soba longos simbolizam uma vida longa. A planta de trigo sarraceno pode sobreviver a condições climáticas severas durante o seu período de crescimento, e por isso o soba representa força e resiliência.